# Dolichomitus grilloi
Dolichomitus grilloi är en stekelart som beskrevs av Ian D. Gauld 1991. Dolichomitus grilloi ingår i släktet Dolichomitus och familjen brokparasitsteklar. Inga underarter finns listade i Catalogue of Life.